# Campeonato Citadino de Gravataí de 2013 - Categoria Veterano
O Campeonato Citadino de Gravataí de 2013 - Categoria Veterano é uma competição amadora de futebol de campo do município de Gravataí. Foi organizado pela Liga Gravataiense de Futebol com o apoio da Prefeitura de Gravataí, através da Secretaria de Esporte e Lazer (SMEL). 

## Fase Classificatória
Ocorreu entre os dias 21 de abril e 02 de junho. Não foi realizada a sexta e última rodada da fase de classificação.
| Grupo A | Grupo A     | Grupo A | Grupo A | Grupo A | Grupo A | Grupo A | Grupo A | Grupo A | Grupo A |
| Pos     | Times       | Pts     | J       | V       | E       | D       | GP      | GC      | SG      |
| ------- | ----------- | ------- | ------- | ------- | ------- | ------- | ------- | ------- | ------- |
| 1       | Caveirense  | 12      | 5       | 4       | 0       | 1       | 18      | 04      | +14     |
| 2       | Vila Branca | 10      | 5       | 3       | 1       | 1       | 14      | 03      | +11     |
| 3       | União V.U.  | 7       | 5       | 2       | 1       | 2       | 11      | 12      | -01     |
| 4       | Cruzeiro    | 0       | 5       | 0       | 0       | 5       | 04      | 28      | -24     |

| Grupo B | Grupo B             | Grupo B | Grupo B | Grupo B | Grupo B | Grupo B | Grupo B | Grupo B | Grupo B |
| Pos     | Times               | Pts     | J       | V       | E       | D       | GP      | GC      | SG      |
| ------- | ------------------- | ------- | ------- | ------- | ------- | ------- | ------- | ------- | ------- |
| 1       | Barnabé             | 5       | 3       | 1       | 2       | 0       | 11      | 09      | +02     |
| 2       | Gravataiense        | 5       | 3       | 2       | 1       | 0       | 15      | 07      | +08     |
| 3       | Centenário          | 1       | 4       | 0       | 1       | 3       | 04      | 14      | -10     |
| 4       | Parceiros do Rincão | 0       | 0       | 0       | 0       | 0       | 0       | 0       | 0       |

## Fase Final
|  | Semifinais 09 de junho | Semifinais 09 de junho | Semifinais 09 de junho | Semifinais 09 de junho |   |   | Final 16 de junho | Final 16 de junho | Final 16 de junho | Final 16 de junho |
|  |                        |                        |                        |                        |   |   |                   |                   |                   |                   |
|  | 1                      | Barnabé                | 0                      | x                      |   |   |                   |                   |                   |                   |
|  | 4                      | Vila Branca            | 3                      | x                      |   |   |                   |                   |                   |                   |
|  |                        |                        |                        |                        |   | 1 | Vila Branca       | 3                 | x                 |                   |
|  |                        | 2                      | Caveirense             | 0                      | x |   |                   |                   |                   |                   |
|  | 2                      | Caveirense             | 2                      | x                      |   |   |                   |                   |                   |                   |
|  | 3                      | Gravataiense           | 0                      | x                      |   |   |                   |                   |                   |                   |

Semi-Finais
| 21-04 | Barnabé | 0 - 3 | Vila Branca | Campo do Gravataiense |
| 09:40 |         |       |             |                       |

| 21-04 | Caveirense | 2 - 0 | Gravataiense | Campo do Vila Branca |
| 09:40 |            |       |              |                      |

Final
| 16 de junho | Vila Branca     | 3 – 0 | Bagé | Campo do América     |
| 09:40       | Jardel · Junior |       |      | Árbitro: Márcio Rosa |

## Premiação
| Campeonato Citadino de Gravataí de 2013 Categoria Veterano |
| ---------------------------------------------------------- |
| Vila Branca Campeão (2º título)                            |